# Peter Andrew Comensoli
Mons. Peter Andrew Comensoli (* 25. března 1964, Bulli) je australský katolický kněz a biskup, od roku 2018 arcibiskup melbournský.
Je rytířem Řádu Božího hrobu a velkopřevorem jeho místodržitelství pro Austrálii - Victoria.